# Sutley Peak
Sutley Peak är en bergstopp i Antarktis. Den ligger i Västantarktis. Inget land gör anspråk på området. Toppen på Sutley Peak är 1 400 meter över havet.
Terrängen runt Sutley Peak är kuperad åt nordväst, men åt sydost är den platt. Trakten är obefolkad. Det finns inga samhällen i närheten. 